# تپ‌اختر

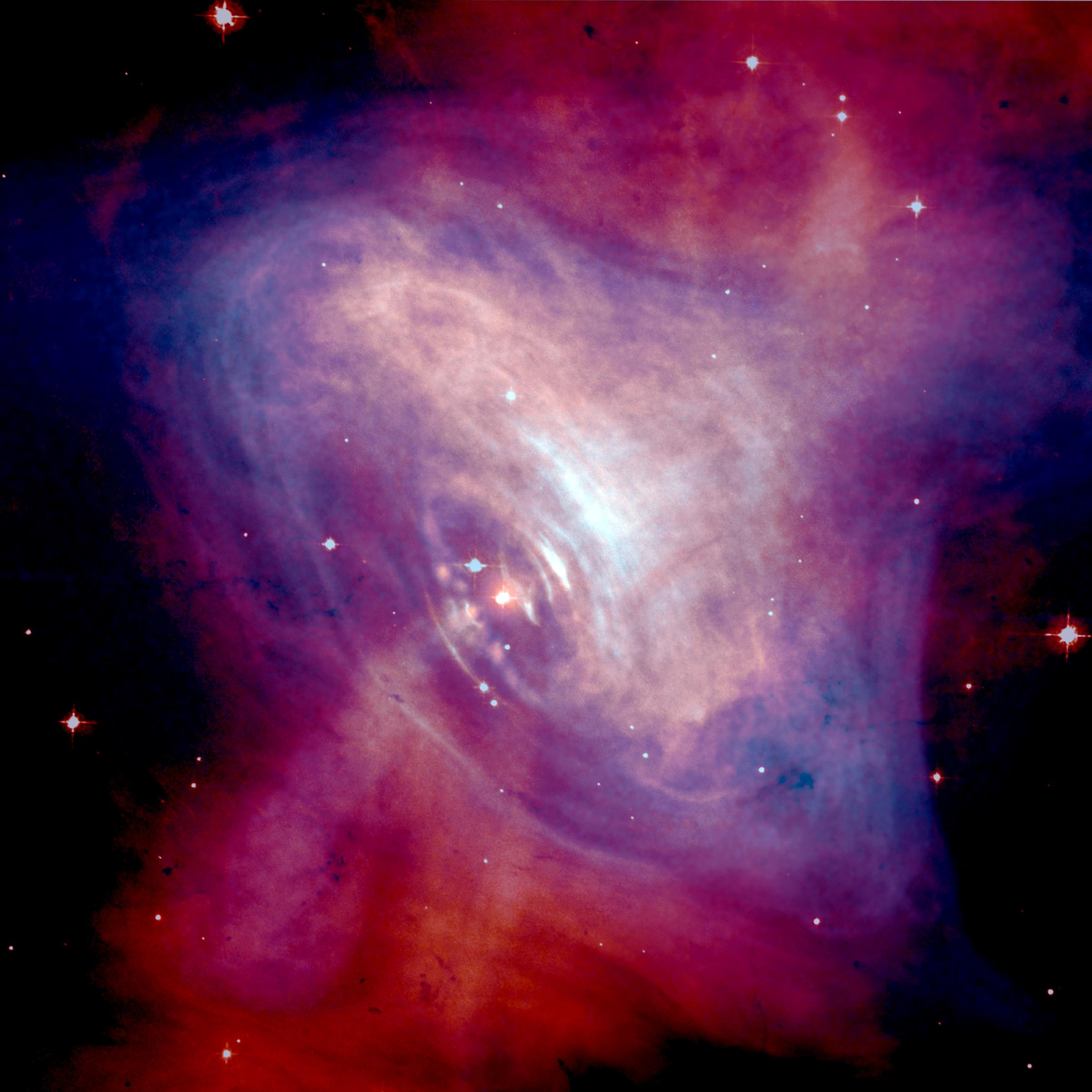
سحابی خرچنگ

تَپ‌اخترها یا تَپارها (به انگلیسی: Pulsar) ستاره‌های نوترونی چرخانی هستند که با سرعت بسیار زیادی دَوَران (چرخش) می‌کنند و پالس‌های مداومی از انرژی تابشی به همراه خطوط میدان مغناطیسی قوی را از خود منتشر می‌کنند. برخی از تپ‌اخترها نیز پرتوهای ایکس تابش می‌کنند. ستاره‌های نوترونی در حقیقت بقایای هستهٔ ستارهٔ منفجر شده‌ای هستند که حجم کوچک و چگالی بسیار بالایی دارند. برای نمونه تپ‌اختری به قطر ۲۰ کیلومتر ۱٫۵ برابر جرم خورشید را در خود جای داده‌است. تپ‌اخترها هنگام تولد دمایی در حدود چند میلیون درجهٔ سلسیوس دارند و بلافاصله شروع به سرد شدن می‌کنند. نحوه و سرعت سرد شدن نیز به مواد تشکیل‌دهنده و چگالی آن‌ها بستگی دارد.
تاکنون بیش از ۱۰۰ تپ‌اختر مشخص شده‌اند. به جرأت می‌توان گفت که هر یک از آن‌ها ستاره‌ای نوترونی می‌باشد. تپ‌اختر سحابی خرچنگ، یکی از معروف‌ترین تپ‌اخترها، در هر ثانیه ۳۰ پالس به سوی زمین گسیل می‌کند که به معنای ۳۰ چرخش در ثانیه است. سرعت چرخش تپ‌اخترها به دور خود از چند میلی‌ثانیه (بسیار سریع) تا چند ده ثانیه (بسیار کند) متغیر است.
سرعت چرخش تپ‌اخترها با عمر آن‌ها نسبت عکس دارد؛ تپ‌اخترهای پیر آهسته‌تر به دور خود می‌گردند؛ بنابراین، سرعت چرخش نسبتاً بالای تپ‌اختر خرچنگ نشان‌دهندهٔ جوان بودن این تپ‌اختر است.
تپ‌اختر بادبان،افزون‌بر خرچنگ، تپ‌اختر دیگری درون ابرگاز در حال انبساطی قرار گرفته‌است، که به نظر می‌رسد باقی‌ماندهٔ یک ابرنواختر انفجاری باشد. به علت اینکه این تپ‌اختر در جهت صورت فلکی بادبان قرار دارد، تپ‌اختر بادبان نامیده می‌شود. این تپ‌اختر در مرکز سحابی آدامس که چاه رقیقی از ماده میان‌ستاره‌ای و به فاصلهٔ ۱٬۵۰۰ سال نوری از ما است، قرار دارد.
ضربان‌های حاصل از تپ‌اختر بادبان به میزان ۱۲ عدد در ثانیه به ما می‌رسند. چون تپ‌اختر بادبان از تپ‌اختر خرچنگ آهسته‌تر می‌چرخد، در نتیجه ابرنواختری که این تپ‌اختر را تولید کرده‌است بایستی زودتر از ابرنواختر خرچنگ اتفاق افتاده باشد،
با یک تقریب ساده، ابرنواختر بادبان بین ۵٬۰۰۰ تا ۱۰٬۰۰۰ سال پیش منفجر شده‌است. چون تپ‌اختر بادبان به زمین بسیار نزدیک است – حدود یک‌دهم فاصلهٔ خرچنگ از ما – از این‌رو، انفجار ابرنواختر مربوط به آن بایستی به صورت یک ستارهٔ نو و بسیار روشن در جهان ظاهر شده باشد. این روشنایی بایستی بسیار زیادتر از روشنایی ماه کامل در طول چند هفته و در مراحل اولیه به رنگ قرمز آتشین دیده شده‌باشد. یک ابرنواختر به نزدیکی نمونهٔ اخیر، امروزه منظرهٔ باهیبتی دارد و مطمئناً برای ما منظرهٔ وحشتناکی خواهد بود.

## نحوهٔ رصد تپ‌اخترها
نخستین‌بار دو اخترشناس از دانشگاه کمبریج به نام‌های جاسلین بل برنر و آنتونی هیوش در اواخر سال ۱۹۶۸ تپ‌اخترها را به صورت منابعی رادیویی کشف کرد که با فرکانس ثابتی روشن و خاموش می‌شدند. اکنون ما پر نورترین این اجرام را تقریباً در هر طول موجی از نور رصد می‌کنیم.
هنگام دوران تپ‌اخترها فواره‌هایی از ذرات با سرعت نزدیک به سرعت نور از قطب‌های مغناطیسی آن‌ها به بیرون جریان دارد. این فوران‌ها باریکه‌هایی بسیار قوی از نور تولید می‌کنند. همان‌طور که در کرهٔ زمین شمال مغناطیسی و شمال واقعی با هم تفاوت دارند، به دلیل مشابهی محورهای چرخشی و مغناطیسی یک تپ‌اختر نیز در یک امتداد نیستند. اگر این قطب‌ها در راستای دید ما باشند با چرخش تند، تپ‌اخترها به صورت تپ‌های منظمی دیده می‌شوند. همانند یک کشتی در اقیانوس که فقط درخش‌های منظمی از نور ساطع شده از یک فانوس دریایی را می‌بیند.

## تپ‌اخترها با پرتو ایکس
برخی تپ‌اخترها پرتوهای ایکس تابش می‌کنند که به نام تپ‌اختر پرتوایکس شناخته می‌شوند. سحابی خرچنگ واقع در صورت فلکی ثور یک نمونه قطعی از ستاره‌ای نوترونی است که در طی یک انفجار ابرنواختری شکل گرفته‌است و منبع عظیمی از پرتو ایکس است. تحقیقاتی که توسط ماهواره‌های اشعه ایکس پیرامون ستاره‌های نوترونی صورت گرفته، حاکی از این است که در هر تپ‌اختر از دو نقطه اشعه ایکس گسیل می‌شود. ا. سطح ستاره چنان داغ است که از خود اشعه ایکس گسیل می‌کند. ۲.ذرات باردار الکترو مغناطیسی که در میدان مغناطیسی تپ‌اختر وجود دارند هنگام حرکت در طول خطوط میدان از خود اشعه ایکس ساطع می‌کنند.
نوع بسیار متفاوتی از تپ‌اخترها به وسیله تلسکوپ‌های پرتو ایکس در برخی دوتایی‌های پرتو ایکس دیده شده‌است. در این مورد، یک ستاره نوترونی و یک ستاره معمولی منظومه ای دو تایی را تشکیل می‌دهند. نیروی گرانش شدید ناشی از ستاره نوترونی ماده را از ستاره معمولی به سمت آن می‌کشد. در این فرایند، که برافزایش نام دارد، ماده چنان داغ می‌شود که تابش پرتو ایکس تولید می‌کند. تپهای پرتو ایکس وقتی دیده می‌شوند که نقاط داغ ستاره نوترونی چرخان در امتداد خط دید ناظر زمینی قرار بگیرند.

## اشاره قرآن به تَپ‌اخترها: یک کشف ۱۴۰۰ ساله
در سورهٔ الطارق (ستارهٔ شب‌رو) قرآن به یک جسم آسمانی اشاره می‌کند که به‌عنوان "ستاره‌ای با درخشندگی تیز" توصیف شده است (قرآن ۸۶:۳). برخی از مفسران این توصیف را به پالسارها، که ستارگان نوترونی چرخشی با میدان‌های مغناطیسی قوی هستند و از خود پرتوهای الکترومغناطیسی منتشر می‌کنند، نسبت داده‌اند. ضربان‌های منظم این ستارگان به صدای "کوبیدن" شباهت دارد که با واژهٔ "طارق" که به معنی "کوبنده" یا "بازدیدکننده" در عربی است، هماهنگ است. این تفسیر نشان می‌دهد که قرآن بیش از ۱۴۰۰ سال پیش به پالسارها اشاره کرده است، قبل از اینکه این پدیده‌ها توسط علم مدرن کشف شوند.
با این حال، این تفسیر میان علما مورد بحث است. برخی معتقدند که واژهٔ "طارق" به ستاره‌ای روشن که در شب قابل مشاهده است، مانند زهره، اشاره دارد و به‌طور خاص پالسارها را نمی‌سازد. آنها تأکید دارند که توصیف قرآن با پدیده‌های آسمانی قابل مشاهده در آن زمان هم‌راستا است.
با وجود این اختلاف نظر، اشاره به "ستارهٔ درخشندهٔ تیز" در قرآن زبان شاعرانۀ متن و استعارات آن را نشان می‌دهد که قرن‌ها الهام‌بخش تفسیرهای مختلف بوده است.

## نگارخانه
1. ↑  TheLastDialogue. «Pulsars Mentioned In Quran». The Last Dialogue (به انگلیسی). دریافت‌شده در ۲۰۲۵-۰۱-۱۰.
2. ↑  "Is the Night Comer (Tariq ٱلطَّارِقِ ) in the Quran [86:(1-3)] Referring to Pulsars?". Islam Stack Exchange (به انگلیسی). Retrieved 2025-01-10.
3. ↑  «Signs in Surat At-Tariq». About Islam (به انگلیسی). ۲۰۲۱-۰۷-۳۰. دریافت‌شده در ۲۰۲۵-۰۱-۱۰.
4. ↑  ویکی‌پدیای انگلیسی